# Unknown Mother Goose
〈Unknown Mother-Goose〉是日本创作歌手Wowaka的歌曲，收录于初音未来十周年纪念合辑《Re:Start》。此曲的主要人声使用Vocaloid歌声库初音未来合成，音乐视频于2017年8月22日公开。此外，由本人演唱的版本收录于Hitorie第三张迷你专辑《ai/Solate》与第四张专辑《4》，还曾发行《アンノウン・マザーグース》的单曲唱片，作为单曲于2017年10月22日通过日本索尼音樂娛樂发行。
此曲是wowaka继《Unhappy Refrain》间隔大约六年后投稿的最后一首VOCALOID作品。于2023年4月1日在Niconico达成VOCALOID神话曲（一千万播放次数）。
关于商业表现，此曲在Billboard Japan的综合歌曲排行榜Japan Hot 100最高位列第91。

## 背景
Wowaka在推出他的首张录音室专辑《Unhappy Refrain》之后，因为恐慌自己在Vocaloid圈子停滞不前以及厌倦对自己的贡献缺少归属感，而陷入六个月的封闭状态，他想到只有自己的歌喉才能拯救濒临崩溃的他，于是离开Vocaloid圈子组建起Hitorie开展自己的乐队生涯。五年后，Wowaka收到参与制作初音未来十周年纪念合辑《Re:Start》的邀请，联系之人在过去帮助Wowaka许多，在会面交谈时也用热情打动了Wowaka，Wowaka答应之后，怀着「我现在能使用初音未来做什么？」的心情花费三个月的时间写下此曲，如同六年前的歌曲〈Prism Cube〉一样，Wowaka在歌曲中再次担任初音未来的和声。

## 创作
此曲时长3分49秒，每分钟222拍，人声音域在F♯3（mid1F♯）至C♯6（hihiC♯）之间，Hitorie版本低一个八度。此曲是由Wowaka创作，Hitorie编曲，使用Vocaloid歌声库《初音未来》合成主要人声，Wowaka演唱和声。此曲的风格如Vocalo流派一贯的快节奏、高音域，在B旋律采用陷阱音乐的风格处理。

## 音乐视频
此曲的音乐视频于2017年8月22日公开，是附带歌词字幕的静态灰度图像，由Wowaka绘制和制作。此视频的图案虽然与〈Unhappy Refrain〉一样是心形，但是是由碎片组成。
2023年4月1日，此曲的音乐视频在Niconico动画上创下了一千万的播放量，获得了神话达成（神話入り）的荣誉标签。

## 排行榜
| 排行榜（2017年）                            | 最高排名 |
| ------------------------------------------- | -------- |
| 日本（Japan Hot 100）                       | 91       |
| 排行榜（2019年）                            | 最高排名 |
| 日本下载（Billboard Japan） （Hitorie版本） | 93       |
| 排行榜（2022年）                            | 最高排名 |
| 日本Vocaloid（Billboard Japan）             | 12       |
| 排行榜（2023年）                            | 最高排名 |
| 日本Vocaloid（Billboard Japan）             | 3        |

##### 音乐视频（MV）
- wowaka『アンノウン・マザーグース』feat. 初音ミク（Niconico）
- wowaka 『アンノウン・マザーグース』feat. 初音ミク / wowaka - Unknown Mother-Goose (Official Video) ft. Hatsune Miku （页面存档备份，存于）（YouTube）

##### 《Re:Start》专辑宣传页
- 初音ミク10周年記念コンピレーションアルバム「Re:Start」8/30に発売！ （页面存档备份，存于）

##### Hitorie官方网站
- ヒトリエ OFFICIAL WEBSITE